# Chaker Alhadhur
Chaker Alhadhur (Nantes, 4 de dezembro de 1991) é um futebolista profissional comorense que atua como lateral-esquerdo. Atualmente joga pelo Ajaccio.

## Carreira
Chaker Alhadhur começou a carreira no Nantes. Defendeu ainda Bayonne (empréstimo), Caen e Châteauroux, assinando com o Ajaccio em outubro de 2021.

## Carreira internacional
Estreou pela seleção de Comores em março de 2014, num amistoso contra Burkina Faso.
Foi convocado para disputar a Copa das Nações Africanas de 2021, não sendo usado em nenhuma das 3 partidas dos Celacantos, que surpreenderam ao chegar às oitavas-de-final após derrotarem Gana e terminarem entre os melhores terceiros colocados.
Seu único jogo na competição foi contra Camarões, mas não foi como lateral: um surto de COVID-19 atingiu a seleção de Comores, com 12 casos foram confirmados (entre eles os goleiros Ali Ahamada e Moyadh Ousseni e o técnico Amir Abdou), enquanto Salim Ben Boina estava lesionado. Alhadhur foi escalado para a posição, tendo que improvisar um número 3 com fita adesiva.
A expulsão do capitão comorense, Jimmy Abdou, parecia complicar a situação da equipe no jogo, mas Alhadhur surpreendeu ao fazer boas defesas, embora não tivesse evitado a eliminação para os Leões Indomáveis por 2 a 1. Um dia depois do jogo, o lateral afirmou que se inspirou em Genzo Wakabayashi' (Thomas Price ou Benji Price na dublagem francesa de Captain Tsubasa) para atuar como goleiro contra Camarões.